# Антивирус (фильм)
Антивирус (англ. Antiviral) — канадско-французский научно-фантастический фильм ужасов 2012 года режиссёра Брэндона Кроненберга.
Фильм участвовал в Особом взгляде Каннского фестиваля 2012 года. 
После фестиваля Кроненберг переработал фильм, чтобы сделать его жёстче, обрезав почти 6 минут экранного времени. Новая версия была показана на Кинофестивале в Торонто в 2012 году и вместе с фильмом Джейсона Бакстона «Чёрный дрозд» получил награду «Лучший канадский дебютный художественный фильм».

## Сюжет
Фильм рассказывает о будущем, в котором фанатизм по поводу кумиров дошёл до такой степени, что люди с радостью покупают возбудители болезней, которыми болели знаменитости и существуют целый рынок торгующих подобными "вакцинами". Главный герой, Сид Марч, работает в одной из клиник предоставляющих такие услуги. Используя своё положение для получения доступа к продаваемой клиникой продукции, Сид попадает на подпольный рынок вакцин, где узнает тайны клиник.

Сам режиссер так описывал замысел фильма:
Я пребывал в горячке, когда меня посетила мысль – микробы в моем организме ранее жили в теле кого-то еще, и я подумал, что в этом есть странная интимность.

## В ролях
| Актёр              | Роль                         |
| ------------------ | ---------------------------- |
| Калеб Лэндри Джонс | Сид Марч                     |
| Сара Гадон         | Ханна Гаест                  |
| Малкольм Макдауэлл | доктор Абендрот              |
| Дуглас Смит        | Эдвард Поррис                |
| Рейд Морган        | Дерек Лессинг                |
| Джо Пинг           | Арвида                       |
| Николас Кемпбелл   | Дориан Лукас                 |
| Джеймс Кейд        | Левин                        |
| Лара Джин          | Мишель                       |
| Лиза Берри         | администратор клиники Лукаса |
| Сальваторе Антонио | Топп                         |
| Элица Бако         | Вера                         |
| Марк Кавен         | Люк                          |

## Критика
Антивирус получил смешанные отзывы: 
- На сайте Metacritic кинофильм получил 55 из 100 баллов на основании 18-и обзоров[10] .
- Rotten Tomatoes отмечает, что 66% критиков положительно отозвались о фильме и средний балл картины составил 6 из 10 на основании 94 обзоров[11].

Кинообозреватель журнала Darker, писал: 
[...] в картине отсутствуют экшен и напряженная динамика. Повествование чинно движется к концу, не подгоняя героев, позволяя их внутренним мирам раскрыться во всей своей уродливости. Кому-то это покажется утомительным, к тому же большая часть фильма строится на диалогах. Не наблюдается здесь и засилия пресловутого «боди-хоррора». Все «плотские» моменты показаны довольно скуповато, хоть и со вкусом. Но зато за полтора с лишним часа перед зрителем разворачивается угнетающая картина будущего, не такого уж и маловероятного. 